# Territoriale Entwicklung des Großherzogtums Hessen
Die Territoriale Entwicklung des Großherzogtums Hessen beruht auf der Entstehung der Landgrafschaft Hessen-Darmstadt, die sich seit 1806 als Großherzogtum Hessen bezeichnete.

## Vorbemerkung
Das Großherzogtum Hessen entstand 1806 aus der Landgrafschaft Hessen-Darmstadt, der ab 1803 durch Säkularisation und Mediatisierung zahlreiche benachbarte Gebiete zufielen. Nicht berücksichtigt sind vor 1806 Gebietsveränderungen im Umfang einzelner Dörfer, Schlösser oder Höfe. Nach 1806 sind die Veränderungen bis zur Ebene der Ämter vollständig wiedergegeben sowie bei einzelnen Ortschaften, vor allem wenn das vorher selbständige Einheiten mit eigenen Hoheitsrechten waren, etwa Patrimonialgerichte.
Die Gebiete, die zwischen 1806 und 1816 übernommen wurden, befanden sich fast alle in der Hand von Adelsfamilien, die mediatisiert wurden. Deren Souveränitätsrechte gegenüber ihren Untertanen blieben zunächst unangetastet. Diese Gebiete wurden als Souveränitätslande (hier vermerkt) bezeichnet und gehörten in der Regel zu den Standesherrschaften oder waren Patrimonialgerichte. Das waren etwa 25 % des Staatsgebietes. Die Gebiete, die der ungeteilten Souveränität des Staates unterstanden, bildeten die Dominiallande (nicht besonders vermerkt).

## Zugänge
| Bezeichnung                                          | Jahr             | Anlass                                                               | Herkunft                                             | Bestandteile | Provinz                      | Anmerkung |
| ---------------------------------------------------- | ---------------- | -------------------------------------------------------------------- | ---------------------------------------------------- | --- | ---------------------------- | --- |
| Obergrafschaft Katzenelnbogen                        | 1567             | Teilung unter den Erben Landgraf Philipp I. von Hessen               | Landgrafschaft Hessen                                | Amt Darmstadt Amt Dornberg Amt Lichtenberg Amt Rüsselsheim Amt Zwingenberg | Starkenburg                  | |
| Kürnbach                                             | 1567             | Teilung unter den Erben Landgraf Philipp I. von Hessen               | Landgrafschaft Hessen                                | Kürnbach | gesondert verwaltete Exklave | Kondominat bis zum Tauschvertrag vom 2. Oktober 1810 mit dem Königreich Württemberg, danach mit dem Großherzogtum Baden.                                                                      |
| Kondominat Umstadt                                   | 1577 1803        | Erbschaft der Grafen von Diez Reichsdeputationshauptschluss          | Landgrafschaft Hessen                                | Amt Umstadt | Starkenburg                  | Das Kondominat Umstadt gehörte ursprünglich zu je 1⁄4 zu den Landgrafschaften Hessen-Darmstadt und Hessen-Kassel, die andere Hälfte zur Kurpfalz, deren Anteil 1803 an Hessen-Darmstadt fiel. |
| Amt Schotten                                         | 1583             | Rheinfelser Erbschaft                                                | Landgrafschaft Hessen-Rheinfels                      | Amt Schotten | Oberhessen                   | |
| Amt Stornfels                                        | 1583             | Rheinfelser Erbschaft                                                | Landgrafschaft Hessen-Rheinfels                      | Amt Stornfels | Oberhessen                   | |
| Amt Kelsterbach                                      | 1600             | Kauf von den Grafen von Isenburg                                     | Grafschaft Isenburg                                  | Amt Kelsterbach | Starkenburg                  | |
| Amt Allendorf an der Lumda                           | 1648             | Marburger Erbschaft Westfälischer Friede                             | Landgrafschaft Hessen-Marburg                        | Amt Allendorf | Oberhessen                   | Dazu gehörte das Gericht Londorf, in dem den Herren Nordeck zur Rabenau die untere Gerichtsbarkeit zustand.                                                                                   |
| Amt Alsfeld                                          | 1648             | Marburger Erbschaft Westfälischer Friede                             | Landgrafschaft Hessen-Marburg                        | Amt Alsfeld | Oberhessen                   | |
| Amt Biedenkopf                                       | 1648             | Marburger Erbschaft Westfälischer Friede                             | Landgrafschaft Hessen-Marburg                        | Amt Biedenkopf | Oberhessen                   | |
| Amt Bingenheim                                       | 1648             | Marburger Erbschaft Westfälischer Friede                             | Landgrafschaft Hessen-Marburg                        | Amt Bingenheim | Oberhessen                   | ehemals: „Fuldische Mark“ |
| Amt Blankenstein                                     | 1648             | Marburger Erbschaft Westfälischer Friede                             | Landgrafschaft Hessen-Marburg                        | Amt Blankenstein | Oberhessen                   | einschließlich Breidenbacher Grund, einem Kondominat zwischen der Landgrafschaft und einigen niederadeligen Familien                                                                          |
| Amt Burg-Gemünden                                    | 1648             | Marburger Erbschaft Westfälischer Friede                             | Landgrafschaft Hessen-Marburg                        | Amt Burg-Gemünden | Oberhessen                   | |
| Busecker Tal                                         | 1648             | Marburger Erbschaft Westfälischer Friede                             | Landgrafschaft Hessen-Marburg                        | Busecker Tal | Oberhessen                   | niederadeliges Kondominat, über das Hessen die Oberhoheit hatte |
| Amt Butzbach                                         | 1648             | Marburger Erbschaft Westfälischer Friede                             | Landgrafschaft Hessen-Marburg                        | Amt Butzbach | Oberhessen                   | Die Stadt Butzbach gehörte anfangs nur anteilig zur Landgrafschaft, 1741 wurde der letzte Fremdanteil erworben.                                                                               |
| Amt Gießen                                           | 1648             | Marburger Erbschaft Westfälischer Friede                             | Landgrafschaft Hessen-Marburg                        | Amt Gießen | Oberhessen                   | |
| Amt Grebenau                                         | 1648             | Marburger Erbschaft Westfälischer Friede                             | Landgrafschaft Hessen-Marburg                        | Amt Grebenau | Oberhessen                   | |
| Amt Grünberg                                         | 1648             | Marburger Erbschaft Westfälischer Friede                             | Landgrafschaft Hessen-Marburg                        | Amt Grünberg | Oberhessen                   | |
| Hüttenberg                                           | 1648             | Marburger Erbschaft Westfälischer Friede                             | Landgrafschaft Hessen-Marburg                        | Hüttenberg | Oberhessen                   | 1703 realgeteiltes, ehemaliges Kondominat |
| Herrschaft Itter                                     | 1648/ 1650       | Marburger Erbschaft Westfälischer Friede                             | Landgrafschaft Hessen-Marburg                        | Herrschaft Itter | Oberhessen                   | 1648 zur Hälfte an Hessen Darmstadt, 1650 kam die andere Hälfte durch Tausch dazu. |
| Amt Königsberg                                       | 1648             | Marburger Erbschaft Westfälischer Friede                             | Landgrafschaft Hessen-Marburg                        | Amt Königsberg | Oberhessen                   | |
| Amt Lißberg                                          | 1648             | Marburger Erbschaft Westfälischer Friede                             | Landgrafschaft Hessen-Marburg                        | Amt Lißberg | Oberhessen                   | |
| Amt Nidda                                            | 1648             | Marburger Erbschaft Westfälischer Friede                             | Landgrafschaft Hessen-Marburg                        | Amt Nidda | Oberhessen                   | |
| Amt Homberg an der Ohm                               | 1648             | Marburger Erbschaft Westfälischer Friede                             | Landgrafschaft Hessen-Marburg                        | Amt Homberg an der Ohm | Oberhessen                   | |
| Herrschaft Riedesel (soweit nicht reichsunmittelbar) | 1648             | Marburger Erbschaft Westfälischer Friede                             | Landgrafschaft Hessen-Marburg                        | Gericht Engelrod Zent Lauterbach Gericht Ober-Ohmen | Oberhessen                   | |
| Amt Rosbach                                          | 1648             | Marburger Erbschaft Westfälischer Friede                             | Landgrafschaft Hessen-Marburg                        | Amt Rosbach | Oberhessen                   | |
| Amt Ulrichstein                                      | 1648             | Marburger Erbschaft Westfälischer Friede                             | Landgrafschaft Hessen-Marburg                        | Amt Ulrichstein | Oberhessen                   | |
| Amt Seeheim                                          | 1714             | Kauf von den Grafen von Erbach                                       | Grafschaft Erbach                                    | Amt Seeheim | Starkenburg                  | |
| Amt Schaafheim                                       | 1773             | Partifikationsrezess über die Hanauer Erbschaft mit Hessen-Kassel    | Grafschaft Hanau                                     | Amt Schaafheim | Starkenburg                  | |
| Oberamt Alzey                                        | 1803             | Reichsdeputationshauptschluss                                        | Kurpfalz                                             | Kornsand | Starkenburg                  | rechtsrheinischer Anteil am Oberamt Alzey |
| Stadt Friedberg                                      | 1803             | Reichsdeputationshauptschluss                                        | Freie Reichsstadt                                    | Stadt Friedberg (ohne Burg Friedberg) | Oberhessen                   | |
| Amt Gernsheim                                        | 1803             | Reichsdeputationshauptschluss                                        | Kurfürstentum Mainz                                  | Amt Gernsheim | Starkenburg                  | |
| Amt Hirschhorn                                       | 1803             | Reichsdeputationshauptschluss                                        | Kurfürstentum Mainz                                  | Amt Hirschhorn | Starkenburg                  | |
| Kellerei Kastel                                      | 1803             | Reichsdeputationshauptschluss                                        | Kurfürstentum Mainz                                  | Kellerei Kastel | Starkenburg                  | |
| Amt Lampertheim                                      | 1803             | Reichsdeputationshauptschluss                                        | Hochstift Worms                                      | Amt Lampertheim | Starkenburg                  | |
| Amt Lindenfels                                       | 1803             | Reichsdeputationshauptschluss                                        | Kurpfalz                                             | Amt Lindenfels | Starkenburg                  | |
| Amt Neckarsteinach                                   | 1803             | Reichsdeputationshauptschluss                                        | Hochstift Worms                                      | Amt Neckarsteinach | Starkenburg                  | |
| Oberamt Oppenheim                                    | 1803             | Reichsdeputationshauptschluss                                        | Kurpfalz                                             | Knoblochsaue | Starkenburg                  | rechtsrheinischer Anteil am Oberamt Oppenheim |
| Amt Otzberg                                          | 1803             | Reichsdeputationshauptschluss                                        | Kurpfalz                                             | Amt Otzberg | Starkenburg                  | |
| Amt Rockenberg                                       | 1803             | Reichsdeputationshauptschluss                                        | Kurfürstentum Mainz                                  | Amt Rockenberg | Oberhessen                   | |
| Kloster Seligenstadt                                 | 1803             | Reichsdeputationshauptschluss                                        | Kloster Seligenstadt                                 | Kloster Seligenstadt | Starkenburg                  | |
| Oberamt Starkenburg                                  | 1803             | Reichsdeputationshauptschluss                                        | Kurfürstentum Mainz                                  | Amt Bensheim Amt Fürth Amt Heppenheim Amt Lorsch | Starkenburg                  | |
| Oberamt Steinheim                                    | 1803             | Reichsdeputationshauptschluss                                        | Kurfürstentum Mainz                                  | Amt Dieburg Amt Seligenstadt Amt Steinheim | Starkenburg                  | |
| Vilbel                                               | a) 1803, b) 1816 | a) Reichsdeputationshauptschluss, b) Staatsvertrag vom 19. Juni 1816 | a) Kurfürstentum Mainz, b) Kurfürstentum Hessen      | Vilbel | Oberhessen                   | |
| Herzogtum Westfalen                                  | 1803             | Reichsdeputationshauptschluss                                        | Kurfürstentum Köln                                   | Quartal Bilstein Quartal Brilon Quartal Rüthen Quartal Werl | Herzogtum Westfalen          | |
| Propstei Wimpfen                                     | 1803             | Reichsdeputationshauptschluss                                        | Propstei Wimpfen                                     | Propstei Wimpfen | Starkenburg                  | |
| Wimpfen                                              | 1803             | Tauschvertrag mit Markgrafschaft Baden                               | Reichsstadt Wimpfen                                  | Stadt Wimpfen | Starkenburg                  | |
| Patrimonialgericht Albersbach                        | 1806             | Rheinbundakte                                                        | Freiherren von Dalberg                               | Albersbach | Starkenburg                  | Souveränitätslande |
| Kloster Arnsburg                                     | 1806             | Rheinbundakte                                                        | Gesamthaus Solms                                     | Kloster Arnsburg | Oberhessen                   | Souveränitätslande |
| Patrimonialgericht Beienheim                         | 1806             | Rheinbundakte                                                        | Rau von Holzhausen                                   | Beienheim | Oberhessen                   | Souveränitätslande |
| Amt Birkenau                                         | 1806             | Rheinbundakte                                                        | Wambolt von Umstadt                                  | Amt Birkenau | Starkenburg                  | Souveränitätslande |
| Amt Breuberg                                         | 1806             | Rheinbundakte                                                        | Fürstentum Löwenstein-Wertheim und Grafschaft Erbach | Zent Kirchbrombach Zent Lützelbach Zent Neustadt | Starkenburg                  | Souveränitätslande; Kondominat zwischen Fürstentum Löwenstein-Wertheim und Grafschaft Erbach                                                                                                  |
| Ehemaliges Kloster Engelthal                         | 1806             | Rheinbundakte                                                        | Solms-Wildenfels                                     | Kloster Engelthal | Oberhessen                   | Souveränitätslande |
| Grafschaft Erbach                                    | 1806             | Rheinbundakte                                                        | Erbach-Erbach                                        | Amt Erbach Amt Reichenberg | Starkenburg                  | Souveränitätslande |
| Grafschaft Erbach                                    | 1806             | Rheinbundakte                                                        | Erbach-Fürstenau                                     | Amt Freienstein Amt Fürstenau Amt Rothenberg | Starkenburg                  | Souveränitätslande |
| Grafschaft Erbach                                    | 1806             | Rheinbundakte                                                        | Erbach-Schönberg                                     | Amt König Amt Schönberg | Starkenburg                  | Souveränitätslande |
| Herrschaft Fränkisch-Crumbach                        | 1806             | Rheinbundakte                                                        | Gemmingen                                            | Herrschaft Fränkisch-Crumbach | Starkenburg                  | Souveränitätslande |
| Burggrafschaft Friedberg                             | 1806             | Rheinbundakte                                                        | Burggrafschaft Friedberg                             | Burggrafschaft Friedberg | Oberhessen                   | Bis 1817 noch mit Sonderrechten des letzten Burggrafen, Clemens August von Westphalen (1753–1818), belastet.                                                                                  |
| Herrschaft Gedern                                    | 1806             | Rheinbundakte                                                        | Stolberg-Wernigerode                                 | Herrschaft Gedern | Oberhessen                   | Souveränitätslande |
| Patrimonialgericht Georgenhausen                     | 1806             | Rheinbundakte                                                        | Haxthausen                                           | Georgenhausen | Starkenburg                  | Souveränitätslande |
| Amt Habitzheim                                       | 1806             | Rheinbundakte                                                        | Löwenstein-Wertheim                                  | Amt Habitzheim | Starkenburg                  | Souveränitätslande |
| Landgrafschaft Hessen-Homburg                        | 1806, 1866       | Rheinbundakte, Erbfall                                               | Landgrafschaft Hessen-Homburg                        | Landgrafschaft Hessen-Homburg | Oberhessen                   | 1866 an Preußen aufgrund des Friedensvertrag vom 3. September 1866 abgetreten |
| Patrimonialgericht Höchst                            | 1806             | Rheinbundakte                                                        | von Günderrode                                       | Höchst an der Nidder | Oberhessen                   | Souveränitätslande |
| Amt Hungen                                           | 1806             | Rheinbundakte                                                        | Solms-Braunfels                                      | Amt Hungen | Oberhessen                   | Souveränitätslande |
| Herrschaft Ilbenstadt                                | 1806             | Rheinbundakte                                                        | Reichsunmittelbares Kloster                          | Kloster Ilbenstadt | Oberhessen                   | |
| Amt Laubach                                          | 1806             | Rheinbundakte                                                        | Solms-Laubach                                        | Amt Laubach | Oberhessen                   | Souveränitätslande |
| Amt Lauterbach                                       | 1806             | Rheinbundakte                                                        | Riedesel                                             | Amt Lauterbach | Oberhessen                   | Souveränitätslande; es handelt sich um den ehemals reichsunmittelbaren Teil der Herrschaft Riedesel. Zu den unter hessischer Oberhoheit stehenden Teilen siehe: 1648.                         |
| Amt Lich                                             | 1806             | Rheinbundakte                                                        | Solms-Lich                                           | Amt Lich | Oberhessen                   | Souveränitätslande |
| Patrimonialgericht Lindheim                          | 1806             | Rheinbundakte                                                        | Herren von Venningen                                 | Lindheim | Oberhessen                   | Souveränitätslande |
| Patrimonialgericht Melbach                           | 1806             | Rheinbundakte                                                        | Wetzel genannt von Carben                            | Melbach | Oberhessen                   | Souveränitätslande |
| Patrimonialgericht Messel                            | 1806             | Rheinbundakte                                                        | Freiherren von Albini                                | Messel | Starkenburg                  | Souveränitätslande |
| Patrimonialgericht Messenhausen                      | 1806             | Rheinbundakte                                                        | Freiherren von Frankenstein                          | | Starkenburg                  | Souveränitätslande |
| Kommende Nieder-Weisel                               | 1806             | Rheinbundakte                                                        | Malteserorden                                        | Kommende Nieder-Weisel | Oberhessen                   | |
| Patrimonialgericht Ockstadt                          | 1806             | Rheinbundakte                                                        | Herren von Frankenstein                              | Ober-Straßheimer Hof Ockstadt | Oberhessen                   | Souveränitätslande |
| Stolbergisches Amt Ortenberg                         | 1806             | Rheinbundakte                                                        | Stolberg-Roßla                                       | Stolbergisches Amt Ortenberg | Oberhessen                   | Souveränitätslande |
| Amt Schlitz                                          | 1806             | Rheinbundakte                                                        | Schlitz                                              | Amt Schlitz | Oberhessen                   | Souveränitätslande |
| Grafschaft Solms-Rödelheim                           | 1806             | Rheinbundakte                                                        | Solms-Rödelheim                                      | Grafschaft Solms-Rödelheim | Oberhessen                   | Souveränitätslande |
| Ganerbschaft Staden                                  | 1806             | Rheinbundakte                                                        | Ganerbschaft Staden                                  | Nieder-Florstadt Ober-Florstadt Staden Stammheim | Oberhessen                   | Souveränitätslande |
| Patrimonialgericht Steinfurth                        | 1806             | Rheinbundakte                                                        | Löw von Steinfurth                                   | Steinfurth Wisselsheim | Oberhessen                   | Souveränitätslande |
| Fürstentümer Wittgenstein                            | 1806             | Rheinbundakte                                                        | Sayn-Wittgenstein                                    | Fürstentümer Sayn-Wittgenstein-Berleburg und Sayn-Wittgenstein-Wittgenstein |                              | Souveränitätslande |
| Amt Wörth                                            | 1806             | Rheinbundakte                                                        | Löwenstein-Wertheim                                  | Amt Wörth | Starkenburg                  | Souveränitätslande |
| Besitzungen des Deutschen Ordens                     | 1809             | Auflösung des Ordens durch Napoléon am 24. April 1809                | Deutscher Orden                                      | Kloppenheim Kloster Schiffenberg | Oberhessen                   | |
| Amt Amorbach                                         | 1810             | Staatsvertrag mit Frankreich vom 11. Mai 1810                        | Fürstentum Leiningen                                 | Amt Amorbach | Starkenburg                  | Souveränitätslande |
| Amt Babenhausen                                      | 1810             | Staatsvertrag mit Frankreich vom 11. Mai 1810                        | Kurfürstentum Hessen                                 | Amt Babenhausen | Starkenburg                  | |
| Amt Dorheim                                          | 1810             | Staatsvertrag mit Frankreich vom 11. Mai 1810                        | Kurfürstentum Hessen                                 | Amt Dorheim | Oberhessen                   | siehe: 1866 |
| Amt Herbstein                                        | 1810             | Staatsvertrag mit Frankreich vom 11. Mai 1810                        | Fürstentum Fulda                                     | Amt Herbstein | Oberhessen                   | |
| Kondominatsanteile im Bereich der Wetterau           | 1810             | Staatsvertrag mit Frankreich vom 11. Mai 1810                        | Kurfürstentum Hessen                                 | Burg-Gräfenrode Heuchelheim Münzenberg Trais-Münzenberg | Oberhessen                   | |
| Amt Miltenberg                                       | 1810             | Staatsvertrag mit Frankreich vom 11. Mai 1810                        | Fürstentum Leiningen                                 | Amt Miltenberg | Starkenburg                  | Souveränitätslande |
| Hessisches Amt Ortenberg                             | 1810             | Staatsvertrag mit Frankreich vom 11. Mai 1810                        | Kurfürstentum Hessen                                 | Hessisches Amt Ortenberg | Oberhessen                   | |
| Amt Rodheim                                          | 1810             | Staatsvertrag mit Frankreich vom 11. Mai 1810                        | Kurfürstentum Hessen                                 | | Oberhessen                   | |
| Gebietstausch mit Baden                              | 1810             | Staatsvertrag vom 8. September 1810                                  | Großherzogtum Baden                                  | Kleinheubach, Laudenbach, Umpfenbach | Starkenburg                  | 1817 an Bayern |
| Amt Assenheim                                        | 1816             | Staatsvertrag vom 30. Juni 1816 mit Österreich                       | Fürstentum Isenburg-Wächtersbach                     | Amt Assenheim | Oberhessen                   | Souveränitätslande; Standesherrschaft Isenburg-Wächtersbach |
| Amt Büdingen                                         | 1816             | Staatsvertrag vom 30. Juni 1816 mit Österreich                       | Fürstentum Isenburg-Büdingen                         | Amt Büdingen | Oberhessen                   | Souveränitätslande; Standesherrschaft Isenburg-Büdingen |
| Amt Marienborn                                       | 1816             | Staatsvertrag vom 30. Juni 1816 mit Österreich                       | Fürstentum Isenburg-Meerholz                         | Amt Marienborn | Oberhessen                   | Souveränitätslande; Standesherrschaft Isenburg-Meerholz |
| ½ von Niederursel                                    | 1816             | Staatsvertrag vom 30. Juni 1816 mit Österreich                       | Fürstentum Isenburg                                  | ½ von Niederursel | Oberhessen                   | Kondominat mit der Freien Stadt Frankfurt |
| Amt Offenbach                                        | 1816             | Staatsvertrag vom 30. Juni 1816 mit Österreich                       | Fürstentum Isenburg-Birstein                         | Amt Offenbach einschließlich: Patrimonialgericht Eppertshausen und Herrschaft Heusenstamm                                                                                          | Starkenburg                  | Souveränitätslande |
| Amt Wenings                                          | 1816             | Staatsvertrag vom 30. Juni 1816 mit Österreich                       | Fürstentum Isenburg-Birstein                         | Amt Wenings | Oberhessen                   | Souveränitätslande; Standesherrschaft Isenburg-Birstein |
| Provinz Rheinhessen                                  | 1814/ 1816       | Wiener Kongress Staatsvertrag vom 30. Juni 1816                      | Französisches Kaiserreich                            | Kanton Alzey Kanton Bechtheim Kanton Bingen Kanton Mainz Kanton Niederolm Kanton Oberingelheim Kanton Oppenheim Kanton Pfeddersheim Kanton Wöllstein Kanton Wörrstadt Kanton Worms | Rheinhessen                  | |
| Gebietstausch                                        | 1817             |                                                                      | Königreich Bayern                                    | Dorndiel Mosbach Radheim | Starkenburg                  | |
| Amt Dorheim                                          | 1866             | Friedensvertrag vom 3. September 1866                                | Kurfürstentum Hessen                                 | | Oberhessen                   | siehe: 1810 |
| Dortelweil                                           | 1866             | Friedensvertrag vom 3. September 1866                                | Freie Stadt Frankfurt                                | | Oberhessen                   | |
| Harheim                                              | 1866             | Friedensvertrag vom 3. September 1866                                | Herzogtum Nassau                                     | | Oberhessen                   | |
| Gericht Katzenberg                                   | 1866             | Friedensvertrag vom 3. September 1866                                | Kurfürstentum Hessen                                 | | Oberhessen                   | |
| Massenheim                                           | 1866             | Friedensvertrag vom 3. September 1866                                | Kurfürstentum Hessen                                 | | Oberhessen                   | |
| Nieder-Erlenbach                                     | 1866             | Friedensvertrag vom 3. September 1866                                | Freie Stadt Frankfurt                                | | Oberhessen                   | |
| Amt Reichelsheim                                     | 1866             | Friedensvertrag vom 3. September 1866                                | Herzogtum Nassau                                     | | Oberhessen                   | |
| Rumpenheim                                           | 1866             | Friedensvertrag vom 3. September 1866                                | Kurfürstentum Hessen                                 | | Starkenburg                  | |
| Treis an der Lumda                                   | 1866             | Friedensvertrag vom 3. September 1866                                | Kurfürstentum Hessen                                 | | Oberhessen                   | |
| Gebietstausch                                        | 1905             | Staatsvertrag vom 11. Mai 1903                                       | Großherzogtum Baden                                  | Michelbuch | Starkenburg                  | Auflösung des Kondominats Kürnbach, zur Gemeinde Grein |
| Gebietstausch                                        | 1905             | Staatsvertrag vom 11. Mai 1903                                       | Großherzogtum Baden                                  | ca. 300 ha Wald bei Heddesbach | Starkenburg                  | Auflösung des Kondominats Kürnbach, fiel an Unter-Schönmattenwag |

## Abgänge
| Bezeichnung                                     | Jahr | Anlass                                | nach                          | Bestandteile                                                                                                 | Provinz                      | Anmerkung                                       |
| ----------------------------------------------- | ---- | ------------------------------------- | ----------------------------- | --- | ---------------------------- | ----------------------------------------------- |
| Gebietstausch                                   | 1803 | Staatsvertrag vom 14. Mai 1803        | Markgrafschaft Baden          | Aglasterhausen Bargen Eschelbach Straßheimer Hof                                                             | Starkenburg                  |                                                 |
| Landgrafschaft Hessen-Homburg                   | 1816 | Wiener Kongress                       | Landgrafschaft Hessen-Homburg | Landgrafschaft Hessen-Homburg                                                                                | Oberhessen                   | siehe: 1866                                     |
| Grenzregulierung                                | 1816 | Staatsvertrag vom 29. Juni 1816       | Kurfürstentum Hessen          | Großauheim Großkrotzenburg Oberrodenbach                                                                     | Starkenburg                  | Amt Steinheim, Gebietsteile nördlich des Mains  |
| Grenzregulierung                                | 1816 | Staatsvertrag vom 29. Juni 1816       | Kurfürstentum Hessen          | ½ von Praunheim                                                                                              | Oberhessen                   | Die andere Hälfte gehörte bereits zu Kurhessen. |
| Herzogtum Westfalen                             | 1816 | Staatsvertrag vom 30. Juni 1816       | Königreich Preußen            | Quartal Bilstein Quartal Brilon Quartal Rüthen Quartal Werl                                                  | Herzogtum Westfalen          | Beschluss des Wiener Kongresses                 |
| Fürstentümer Wittgenstein                       | 1816 | Staatsvertrag vom 30. Juni 1816       | Königreich Preußen            | Sayn-Wittgenstein-Berleburg Sayn-Wittgenstein-Wittgenstein                                                   |                              | Beschluss des Wiener Kongresses                 |
| Amt Alzenau                                     | 1816 | Staatsvertrag vom 30. Juni 1816       | Königreich Bayern             | Amt Alzenau                                                                                                  | Starkenburg                  | ehemals Kurfürstentum Mainz                     |
| Amt Amorbach                                    | 1816 | Staatsvertrag vom 30. Juni 1816       | Königreich Bayern             | Amt Amorbach                                                                                                 | Starkenburg                  |                                                 |
| Amt Miltenberg                                  | 1816 | Staatsvertrag vom 30. Juni 1816       | Königreich Bayern             | Amt Miltenberg                                                                                               | Starkenburg                  |                                                 |
| ehemaliges Amt Wörth                            | 1816 | Staatsvertrag vom 30. Juni 1816       | Löwenstein-Wertheim           | Trennfurt Wörth am Main                                                                                      | Starkenburg                  | zuletzt Teil des Amtes Heubach                  |
| Grenzregulierung                                | 1817 |                                       | Königreich Bayern             | Laudenbach Reichartshausen Umpfenbach Windischbuchen                                                         | Starkenburg                  |                                                 |
| Kreis Biedenkopf                                | 1866 | Friedensvertrag vom 3. September 1866 | Königreich Preußen            | Kreis Biedenkopf                                                                                             | Oberhessen                   |                                                 |
| Nordwestlicher Teil des Kreises Gießen          | 1866 | Friedensvertrag vom 3. September 1866 | Königreich Preußen            | Bieber Fellingshausen Frankenbach Hermannstein Königsberg Krumbach Naunheim Rodheim an der Bieber Waldgirmes | Oberhessen                   |                                                 |
| Landgrafschaft Hessen-Homburg                   | 1866 | Friedensvertrag vom 3. September 1866 | Königreich Preußen            | |                              | siehe: 1816                                     |
| Großherzoglich-hessischer Anteil an Niederursel | 1866 | Friedensvertrag vom 3. September 1866 | Königreich Preußen            | | Oberhessen                   |                                                 |
| Rödelheim                                       | 1866 | Friedensvertrag vom 3. September 1866 | Königreich Preußen            | | Oberhessen                   |                                                 |
| Kreis Vöhl                                      | 1866 | Friedensvertrag vom 3. September 1866 | Königreich Preußen            | Kreis Vöhl                                                                                                   | Oberhessen                   |                                                 |
| Kürnbach                                        | 1905 | Staatsvertrag vom 11. Mai 1903        | Großherzogtum Baden           | Kürnbach | gesondert verwaltete Exklave | Auflösung des Kondominats mit Baden             |